# منطقه حفاظت‌شده قره‌گول
منطقه حفاظت شده قره‌گول (ترکی آذربایجانی: Qaragöl Dövlət Təbiət Qoruğu) در سال ۱۹۸۷ و در مساحت ۲۴۰ هکتار با هدف حفظ سیستم محیط زیستی نادر و منابع طبیعی اطراف حوزه آب دریاچه قره‌گول تأسیس شد، دریاچه ای که از ذوب شدن یخ‌های کوهستانهای مجاور به وجود آمده‌است.

## اطلاعات کلی
دریاچه قره‌گول که در منطقه حفاظت شده قره‌گول قرار دارد، عمدتاً با آب‌های بارندگیها و چشمهها تغذیه می‌شود. دریاچه قره‌گول در بلندی ۲۶۵۷٫۵ متر از سطح دریا، در سمت جنوبی فلات آتشفشانی قره‌باغ قرار دارد، که در مجاورت دامنه‌های چند کوهی با ارتفاع ۳۲۰۰–۳۵۰۰ متر واقع است. دریاچه یادشده روزگاری به عنوان منبع آب مورد استفاده بود، که در دهانه آتشفشانی غیره فعال شکل گرفته بود. این دریاچه با طول ۱۹۵۰ متر، حداکثر عرض ۱۲۵۰ متر، طول ساحل ۵۵۰۰ متر، حداکثر عمق ۷–۸ متر و با حجم آب ۱۰ میلیون متر مکعب دارای مساحت ۱۲ کیلومتر مربع می‌باشد.
دریاچه اساساً با آب‌های یخ‌های ذوب شده و باران و تا حدودی با آب‌های چشمه‌ها تغذیه می‌شود. از لحاظ منطقه جغرافیایی فلات قره‌باغ بین مناطقی از قفقاز و ارمنستان و ایران واقع است، که این امر نیز باعث وجود تنوع‌های کونه‌گون گیاهان در آن شده‌است. پوشش گیاهی فلات شامل ۱۰۲ شاخه و زیرشاخه آوندداران از ۶۸ رسته و ۲۷ خانواده است. دلیل کمبود انواع گیاهی در اینجا این است، که منطقه حفاظت شده فقط دریاچه را پوشش می‌دهد، و جاهایی که در آن‌ها گونه‌های گیاهی نادر و بومی به عمل می‌آیند مشمول این منطقه نیستند. ساحل دریاچه را چمنزاری پر از شبدر، گون و تراگانتانا پوشانده‌است. به دلیل قرارگیری منطقه در ارتفاعات، تنوع‌های گیاهان باتلاقی در آنجا کمیابند. زیر آب دریاچه دو تنوع گیاهان آمفیبیوم چندضلعی و راناکولوس زندگی می‌کنند.
در سال ۱۹۶۷، ماهیهای قزل‌آلای سوان، از زیرخانواده ماهی آزاد، که در فهرست قرمز گونه‌های در معرض خطر ثبت شده‌است، به دریاچه آورده شدند. این منطقه، یک منطقه حفاظت شده بین جمهوری‌ها ست. منطقه حفاظت شده قره‌گول هم انکون تحت اشغال نیروهای مسلح ارمنستان به سر می‌برد. در مناطقی در مجاورت مرز منطقه حفاظت شده قره‌گول گونه‌های گیاهان نادر و در معرض انقراض همچون گل خوش و پنجه‌برگ و غیره… رشد می‌کنند، که نیاز فوری به نگهداری خاص دارند.
منطقه حفاظت شده قره‌گل که در حال حاضر در اشغال نیروهای ارمنستان به سر می‌برد، تعطیل شده‌است.